# Rosa Welt-Straus
Rosa Welt-Straus (Chernivtsí, Bucovina 24 de agosto de 1856- Ginebra, 1938) fue una médica, sufragista y feminista austríaca, que emigró a Estados Unidos y posteriormente, desde Nueva York, a Eretz Israel con su hija cuando tenía 63 años. Fue la primera mujer en Austria en obtener el título de medicina y fue una de las primeras oftalmólogas de Europa. También fue una de las líderes en la lucha por la igualdad de las mujeres judías, presidiendo desde 1919 a 1938 la Asociación de Mujeres Hebreas por la Igualdad de Derechos en la Tierra de Israel.

## Biografía

### Primeros años y formación
Rosa Welt era la mayor de las cuatro hijas del comerciante judío Sinai Walt de Chernivtsi en la región histórica de Bucovina que entonces formaba parte del Imperio Austríaco (actualmente Ucrania). El padre rompió con la tradición jasídica de la familia para adoptar un estilo moderno, crio a sus hijas en el idioma y la cultura alemana que dominaba la educación de la zona y las alentó a adquirir una educación superior. De niña recibió formación privada, le dio clases su propio padre y fue alumna de Karl Emil Franzos quien más tarde se convirtió en un conocido escritor. Rosa Walt se graduó en Chernivtsí en 1873 y para facilitar los estudios académicos de sus hijas la familia se trasladó a Viena. Quería estudiar filosofía pero al ser mujer no fue aceptada, tampoco en medicina. Finalmente logró ser admitida en la Facultad de Medicina de la Universidad de Berna en Suiza, un país que estaba incluso más avanzado que Austria en la aceptación de las mujeres en la educación. Se graduó con un doctorado en medicina en 1878 con un trabajo de campo de patología. Posteriormente se especializó en oftalmología y fue una de las primeros oftalmólogos de Europa. Posteriormente trabajó en el Hospital Rothschild de París y en el Royal Maternity Hospital de Dresden, Alemania. Mientras tanto su familia se mudó a Ginebra. Dos de sus hermanas también estudiaron medicina y su hermana menor estudió química.

### Actividades en Estados Unidos
Completó sus estudios médicos y viajó a Nueva York. Allí se casó con un rico empresario, Louis Strauss, un inmigrante judío de tercera generación en Estados Unidos y trabajó como oftalmóloga. En 1892 dio a luz su única hija, Nelly más tarde conocida como Nellie Straus-Mochenson( 1892-1933) activista sionista judía estadounidense, editora de periódicos y activista por los derechos de las mujeres. Paralelamente a su labor médica en Estados Unidos Rosa Walt-Strauss se implicó en la lucha por los derechos de las mujeres y se centró en el derecho al sufragio. Rosa hablaba con fluidez alemán, inglés y francés y en 1904 participó en la creación y el primer congreso de la Alianza Internacional de Mujeres (International Woman Suffrage Alliance, IWSA ) encabezada por Carrie Chapman Catt, Millicent Fawcett, Susan B. Anthony como miembro de la delegación estadounidense. Años después continuó participando en la organización internacional como representante de la Unión de Mujeres Hebreas por la Igualdad de Derechos en la Tierra de Israel.

### Inmigración a Eretz
Nelly, la única hija de Walt Strauss, tenía problemas de salud a causa de su corazón y no recibió una educación judía. Por otro lado el marido de Rosa, Louis Strauss tuvo problemas con su negocio y se suicidó. Nelly se mudó a casa de su tía en Ginebra donde pasó su adolescencia y donde conoció el judaísmo y a conoció a varios jóvenes judíos sionistas, entre ellos Bernard Moshenzon, un joven maestro en el Gimnasio Herzliya en Eretz Israel. Aprendió yidis y hebreo y se convirtió en una activista sionista. Con el estallido de la Primera Guerra Mundial, Nelly regresó a Estados Unidos. En Nueva York, hizo conexiones con figuras sionistas, encabezadas por Henrietta Szold, y conoció a su madre con ellas. Así fue como Rosa Walt-Strauss descubrió el judaísmo. Durante los cuatro años de guerra, Nelly estuvo involucrada en trabajos prácticos sionistas y decidió emigrar a Israel en 1919. Walt-Strauss decidió acompañarla. Rosa Walt Strauss tenía 63 y Nelly 26. Walt-Strauss se estableció en el Hotel Eden en Jerusalén, mientras que su hija comenzó su trabajo como representante de la comunidad de Sion , un trabajo que involucró muchos viajes al Valle y Galilea.

### Asociación de Mujeres Hebreas por la Igualdad de Derechos en la Tierra de Israel
Aproximadamente un año después de que la Dra. Rosa Walt Strauss emigrara a Palestina entonces bajo Mandato Británico, publicó una carta en la revista de la Unión Internacional de Mujeres Sufragistas en la que afirmaba que antes de partir, habló con la presidenta de la Organización Internacional Carrie Chapman Catt, le informó de su intención de viajar a Israel y ésta le planteó el desafío:  vincular a mujeres palestinas y a la Alianza Internacional de Mujeres por lo que la Dra. Walt-Strauss viajó a Palestina con el objetivo de crear una organización de mujeres para luchar por el derecho al voto y unirse a la organización internacional. Strauss se dio a conocer al público en general en Israel a través de una carta que publicó en la portada del diario Haaretz en la que presentaba a las mujeres de la asociación: "Queremos participar, en la medida de lo posible, en el resurgimiento de nuestro país". La voz de Walt Strauss fue clara e inequívoca: exigió el derecho de las mujeres a la igualdad como un derecho humano universal que no podía ser cuestionado. Muchas de las mujeres del asentamiento se sintieron atraídas por el carisma que mostró, incluidas las mujeres de la asociación, por lo que solo dos meses después de su llegada, fue elegida presidenta de la Asociación de Mujeres Hebreas por la Igualdad de Derechos en la Tierra de Israel, con el objetivo de lograr la igualdad de derechos para las mujeres, organización que lideró hasta su muerte. Principalmente para asistir en asuntos de matrimonio y familia, la lucha por prohibir el matrimonio de menores, el derecho de las mujeres a la ciudadanía y su derecho a certificados de inmigración basados en sus ingresos, y sin la aprobación de sus cónyuges y más.
Debido a las dificultades que encontró para estudiar el idioma hebreo, Walt-Strauss no pronunció discursos públicos en Israel y no se postuló para las elecciones a la Asamblea Nacional ni al Comité Nacional, sino que se desempeñó como "ministra de Relaciones Exteriores" de la asociación y como representante en congresos de organizaciones internacionales de mujeres. Además, trabajó en colaboración con otras líderes del movimiento de mujeres judías en la localidad para lograr la igualdad de derechos para las mujeres en la localidad, especialmente Sarah Azariahu, quien apoyó a Walt Strauss durante casi dos décadas, e incluso escribió extensamente sobre Walt Strauss en sus memorias. Además de Sarah Azariahu, colaboró con otras líderes del movimiento de mujeres hebreas, como Nechama Pochachevsky, Esther Yabin , Hasya Feinsud-Sukenik y Hemda Nofek-Mozes. 
En julio de 1920, Walt-Strauss en Londres también participó en la creación de laOrganización Mundial de Mujeres Sionistas WIZO  y ese mismo año representó a la Asociación de Mujeres Hebreas por la Igualdad de Derechos en la Tierra de Israel en el congreso de la Alianza Internacional por el Sufragio Femenino en Ginebra.  

#### Lucha por el derecho al voto de las mujeres en Tierra de Israel
Las mujeres judías en la Tierra de Israel han luchado por su derecho a votar y ser elegidas en las instituciones nacionales desde que comenzaron las discusiones sobre el establecimiento de instituciones de asentamiento judío en el país después de la ocupación británica y el comienzo del Mandato Británico de Palestina. Cuando Rosa Walt-Strauss emigró a Eretz Israel en 1919, se sorprendió de que, contrariamente a las expectativas y promesas, la población judía aún no reconociera la igualdad de derechos de las mujeres en las elecciones institucionales. Hubo una gran oposición a esto por parte de los rabinos y líderes del antiguo Yishuv. El judaísmo ultraortodoxo y las comunidades sefardíes orientales, así como entre los campesinos judíos conservadores se apoyaron en las posiciones judías y las costumbres tradicionales. En pocos años, bajo la presión de las organizaciones de mujeres de Israel y el extranjero y gracias a los cambios demográficos en Palestina se avanzó. En 1919, Rosa Walt Strauss y Sarah Azariahu, así como otras mujeres, establecieron la Asociación de Mujeres Hebreas por la Igualdad de Derechos en la Tierra de Israel que lucharon por su derecho a participar en la vida pública. Ya en las primeras elecciones de 1920 las mujeres fueron elegidas a la Asamblea de Representantes, incluidas cinco representantes de la organización de mujeres, pero la lucha se completó con éxito en 1926, razón principal por la que el derecho de las mujeres a votar y ser elegidas no se cuestiona con el establecimiento del Estado de Israel. En diciembre de 1925, tras cinco años de lucha, se realizó un segundo congreso, en el que ya existía un partido de mujeres. 
En 1926 los haredim, que prefirieron no afrontar la posibilidad de un plebiscito, abandonaron la Asamblea de Representantes del yishuv, y ese año se hizo una declaración oficial (ratificada por el gobierno del mandato en 1927) que confirmaba "la igualdad de derechos para las mujeres en todos aspectos de la vida en el yishuv – civil, político y económico ".

### Últimos años
La participación de Walt Strauss en la Asociación de Mujeres Hebreas por la igualdad de derechos en la Tierra de Israel duró hasta los últimos días de su vida. Hacia el final de su vida, tras perder a su hija, Nelly Strauss-Moshenson en 1933, Walt-Strauss se regresó a Ginebra con su familia. En su obituario, sus amigas, miembros de la Alianza Internacional de Mujeres , destacaron su inusual coraje y su inmenso compromiso con la visión de la igualdad para las mujeres. Rosa Walt-Strauss murió en 1938 a la edad de 82 años, 5 años después de la muerte de su hija.

## Otras lecturas
Hama'avak al Ha'kol: Leidato shel Feminism Ivri [traducción: Batalla por el voto: El nacimiento del feminismo hebreo], por el Prof. Margalit Shilo de la Universidad Bar-Ilan.